# Euclidia marginata
Euclidia marginata är en fjärilsart som beskrevs av Arnold Spuler 1907. Euclidia marginata ingår i släktet Euclidia och familjen nattflyn. Inga underarter finns listade i Catalogue of Life.